# 2023 en droit
Cet article présente les faits marquants de l'année 2023 en droit.

## Événements par mois

### Mars
- 20 mars : malgré le fort mouvement social d'opposition, la Première ministre Élisabeth Borne force l'adoption du projet de réforme des retraites par le parlement au moyen de l'article 49.3 de la Constitution, les deux motions de censure étant rejetées[1].

### Novembre
- 6 au 16 novembre : procès du Garde des sceaux de France Éric Dupond-Moretti devant la Cour de justice de la République, accusé de prise illégale d'intérêt ; il s'agit de la première fois qu'un ministre en exercice est jugé en France[2].
- 16 novembre : la Commission européenne annonce :
  - que l'autorisation d'utilisation du glyphosate, herbicide très controversé pour son impact négatif sur l'environnement, est renouvelée pour dix ans, c'est-à-dire jusqu'en décembre 2033[3] ;
  - réviser sa directive de 2008 pour allonger sa liste des crimes environnementaux, qui inclut désormais le commerce illégal de bois, l'importation d'espèces invasives, la pollution causée par les navires, les violations des lois sur les produits chimiques[4] ; et introduit la notion d'"infractions qualifiées" pour les crimes environnementaux qui causent "la destruction d'un écosystème ou d'un habitat dans un site protégé, ou des dommages à la qualité de l'air, du sol ou de l'eau"[4] ; les individus y contrevenant peuvent être condamnés jusqu'à 8 ans de prison, 10 ans si l'infraction a entraîné la mort, et les entreprises à une amende équivalent à 5 % de leur chiffre d'affaires mondial ou 40 millions d'euros[4]

## Événements par nature juridique

### Résolutions du Conseil de sécurité des Nations unies
- Liste des résolutions du Conseil de sécurité des Nations unies adoptées en 2023